# واسيف
واسيف (آث واسيف بالقبائلية) إحدى بلديات دائرة واسيف التابعة لولاية تيزي وزو، الجزائرية.

## الموقع
تقع بلدة واسيف على بعد 35 كم جنوب تيزي وزو. تحدها من الشرق بلدية إبودرارن وبني يني، من الغرب بلدية أيت تودرت، من الجنوب الغربي بلدية أيت بومهدي، ومن الجنوب ولاية البويرة حيث تشكل السلاسل الجبلية (جبال جرجرة) حاجزا طبيعيا بين ولاية البويرة وولاية تيزي وزو.

## القرى المكونة للبلدية
تتكون البلدية من التجمعات السكنية التالية:
- الأربعاء ناث واسيف (واسيف مركز)
- قرية زهلول
- قرية الزوبقة
- قرية أيت عباس
- قرية بوعبد الرحمن
- قرية تيقيضونت
- قرية زاكنون
- قرية آيت سيدي عثمان
- قرية تيقمونين
- قرية تيقيشورت

## تاريخ
بلدية واسيف جزء من منطقة القبائل الكبرى. تنتمى تاريخيا إلى عرش آث واسيف أحد بطون ابترونان (أو آث بترون) الممتد بين قبائل آث سدقة وآث منقلات.

## تضاريس
تمتد بلدية آث واسيف على مساحة 17,2 كيلومتر مربع. تقع البلدية على سفوح جبال جرجرة، وهي عبارة عن مجموعة من المرتفعات تتخللها الطرق المؤدية إلى القرى. أعلى نقطة في البلدية هي قمة «ثالتات» الموجودة على ارتفاع 1 638 متر عن سطح البحر.

## سكان
يقدر عدد سكان البلدية بـ 10 313 نسمة حسب آخر الاحصائيات (2008).
اللغة السائدة بالبلدية هي القبائلية على غرار كل منطقة القبائل، غير أن اللهجة المحلية تمتاز بعدم نطق الحرف «ع» وإبداله «ألفا».

## شخصيات
- العقيد عميروش أيت حمودة
- الشاعر بن محمد

## مواضيع ذات صلة
- بلديات ولاية تيزي وزو
- دوائر ولاية تيزي وزو